# Amfiteatre de Trèveris
L'Amfiteatre de Trèveris és un amfiteatre romà del segle i prop de les Termes Imperials de Trèveris, Renània-Palatinat. Escenari de lluites de gladiadors i de competicions d'animals.
Es tracta d'una sorra líptica i l'estructura de les grades estava formada per arcades, i envoltada per una muralla alta.
En el segle v, els habitants de Trèveris usaven l'amfiteatre com a refugi durant els freqüents atacs dels pobles germànics.